# Château de Malleret
Ne doit pas être confondu avec Château Malleret (Cadaujac).
Le château de Malleret est un domaine viticole de plus de 54 ha situé sur la commune de Le Pian-Médoc et de Ludon-Médoc en Gironde. Situé en AOC haut-médoc, il fait partie des crus bourgeois du Médoc .

## Histoire du domaine
Ancienne gentilhommière du XVIIe siècle, deux pavillons latéraux sont construits sous Louis XIV. Aujourd’hui, seuls ces deux pavillons rectangulaires, dont l’un est flanqué d’une tour circulaire hors d’œuvre, subsistent.
En 1859 le château est acheté par la famille Clossmann, importants négociants en vin dont la maison (Clossmann & Cie), fondée en 1770 par le Baron Clossmann et installée dans le haut lieu du commerce de vins de Bordeaux, quartier des Chartrons, figure parmi les plus anciennes sociétés de négoce de la place de Bordeaux.
Le château de Malleret a été repris successivement par les descendants de cette famille. 

## Architecture des bâtiments
Les deux pavillons latéraux datent du XVIIe siècle alors que le logis et les bâtiments agricoles sont de la fin du XIXe siècle.
La salle à manger a été ornée avec des boiseries prises à l'église de la manufacture à Bordeaux et le salon avec des boiseries originaires de Vienne en Autriche.
L'ensemble est entouré d'un parc.

## Le terroir
Le terroir du château de Malleret est un des plus anciens de la région.
Le vignoble représente 54 hectares plantés à 46 % en merlot, 41 % en cabernet sauvignon, 10,5 % en cabernet franc et 2,5 % en petit verdot.
Le vignoble est réparti en trois parcelles de même surface et bien drainées. Il est situé sur des graves de 5 à 6 mètres reposant sur un socle d’alios et de sable.

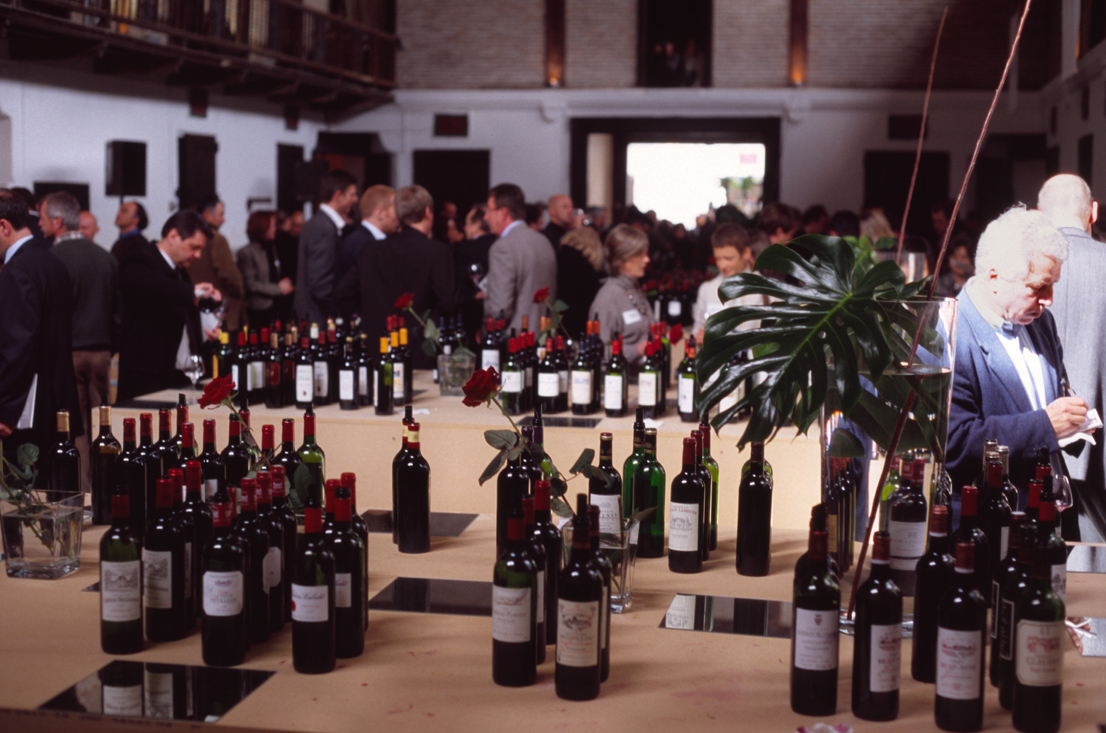

La vigne a un âge moyen de 35 ans. 